# Ouk
L'Ouk (en russe : Ук) est une rivière de Russie qui coule dans l'oblast de Tioumen en Sibérie occidentale. C'est un affluent de la Tobol en rive droite, donc un sous-affluent de l'Ob par la Tobol, puis par l'Irtych.

## Géographie
L'Ouk prend sa source dans l'est de l'oblast de Tioumen, à une quinzaine de kilomètres au sud-ouest de la source du Vagaï, affluent gauche de l'Irtych. Dans un premier temps, il coule vers le nord sur une longueur de plus ou moins 25 km. Il effectue alors un virage rapide en direction de l'ouest, orientation qu'il maintient dès lors jusqu'à la fin de son parcours.
Après avoir baigné la ville de Zavodooukovsk, la rivière se jette dans la Tobol en rive droite, à moins de vingt kilomètres en amont de la ville de Ialoutorovsk.
La rivière est habituellement prise dans les glaces depuis la fin du mois de novembre jusqu'au mois d'avril.

## Villes traversées
- Zavodooukovsk, dont le nom signifie approximativement « Fabriques-sur-Ouk », est une ville industrielle de quelque 25 000 habitants en 2008. Elle est située sur la section Tioumen – Omsk du Transsibérien.

## Hydrométrie - Les débits mensuels à Zavodooukovsk
Le débit de l'Ouk a été observé pendant 32 ans (de 1962 à 1993) à Zavodooukovsk, ville industrielle située à 13 kilomètres de sa confluence avec la Tobol. 
Le débit inter annuel moyen ou module observé à Zavodooukovsk sur cette période était de 1,83 m3/s pour une surface de drainage de 917 km2, soit plus de 95 % du bassin versant de la rivière.
La lame d'eau écoulée dans ce bassin versant se monte ainsi à 63 millimètres par an, ce qui peut être considéré comme médiocre, mais correspond aux mesures effectuées sur d'autres cours d'eau de cette région. 
Rivière alimentée en partie par la fonte des neiges, mais aussi par les pluies peu abondantes d'été et d'automne, l'Ouk est un cours d'eau de régime nivo-pluvial. 
Les hautes eaux se déroulent au printemps, au mois d'avril et début mai, ce qui correspond au dégel et à la fonte des neiges. En mai puis en juin, le débit s'effondre, puis se stabilise à un niveau assez bas, tout au long de l'été, et jusqu'en automne. En novembre le débit chute à nouveau, ce qui constitue l'entrée en période des basses eaux, laquelle a lieu de décembre à mars inclus. Cette saison de basses eaux correspond aux importantes gelées qui envahissent toute la Sibérie. 
Le débit moyen mensuel observé en février (minimum d'étiage) est de 0,53 m3/s, soit moins de 5 % du débit moyen du mois de mai (11,7 m3/s), ce qui souligne l'amplitude assez élevée des variations saisonnières. Sur la durée d'observation de 32 ans, le débit mensuel minimal a été de 0,03 m3/s (trente litres) en février 1967, tandis que le débit mensuel maximal s'élevait à 30,6 m3/s en avril 1970. 
En ce qui concerne la période estivale, libre de glaces (de mai à octobre inclus), le débit mensuel minimal observé a été de 0,34 m3/s en juillet 1989, ce qui souligne la relative modération des étiages d'été. 